# Каргопольский уезд
Каргопо́льский уе́зд — административная единица, занимавшая юго-восточную часть Олонецкой губернии Российской империи. С 1919 по 1929 год входил в Вологодскую губернию. Уездный город Каргополь.

## География
Площадь 20473 км², в том числе под озёрами 623 км². Площадь уезда представляет невысокую плоскую возвышенность за исключением западной части, куда проникают ветви Олонецких гор. Почва преимущественно глинистая, иногда со значительной примесью перегноя, местами песчаная, а также известковая и гипсовая, по производительности считается лучшею в Олонецкой губернии. Орошение обильное. Озёр, кроме мелких — 37; из них озеро Лача занимает площадь в 334 км², озеро Кенозеро (на границе Пудожского уезда) 68,5 км², озеро Лёкшмозеро 54,4 км². Из озера Лача вытекает главная река уезда Онега, на берегах которой главным образом сосредоточилось население, из притоков её наиболее значительные: с левой — стороны река Кена, с правой — река Волошка и река Моша. Болот много, особенно в бассейне рек Моши и Волошки. Лесами особенно богата малонаселённая восточная часть уезда, кроме обычных в Олонецком крае хвойных пород (сосны и ели) встречается также лиственница.
Каргопольский уезд располагался в восточной части Олонецкой губернии и граничил с Архангельской губернией на северо-востоке, с Вологодской губернией на юго-востоке, с Новгородской губернией на юге, с Вытегорским уездом на юго-западе и Пудожским уездом на северо-западе.

## История
Первоначально каргопольские земли зависели от Белозерского княжества, а в дальнейшем стали новгородскими. С подчинением Новгородской земли в 1478 году Московскому княжеству, земли по реке Онеге до Белого моря на севере составили Каргопольский уезд под управлением московского наместника.
Зимой 1614—1615 годов «шайки» казаков атамана Баловня подвергли опустошению Каргопольский уезд. В конце февраля или в начале марта 1615 года воеводе Г. Л. Валуеву удалось нанести поражение казакам в Тихменской волости.
После создания Ингерманладской губернии в 1708 году (с 1710 года — Санкт-Петербургская губерния), эта территория вошла в её состав.
При выделении в 1727 году отдельной Новгородской губернии, Каргопольский дистрикт стал уездом в Белозерской провинции. В 1773 году по указу Екатерины II, уезд вошёл в Олонецкую провинцию. Уезд делился на станы: Каргопольский, Мехреньгской, Усть-Мошский и Турчасовский).
Именным указом от 24 августа (4 сентября) 1776 года образовано Новгородское наместничество. В составе этого наместничества была создана Олонецкая область, в которую вошёл Каргопольский уезд.
В 1780 году, из Турчасовского стана Каргопольского уезда был создан Онежский уезд.
11(22) декабря 1781 года Олонецкая область была перечислена из Новгородской в Петербургскую губернию.
Именным указом от 22 мая (2 июня) 1784 года Олонецкая область выделена из состава Петербургской губернии и преобразована в самостоятельное наместничество. В 1785 году по приказу Екатерины II часть территорий Вытегорского и Каргопольского уездов обособляются в отдельный Пудожский уезд.
Именным указом от 12 декабря 1796 года введена новая сетка губернского деления России, в которой Олонецкое наместничество отсутствовало. По докладу Сената, утверждённому Павлом I от 15(26) июля 1799 года, из состава Олонецкой губернии в Новгородскую губернию был передан Каргопольский уезд. Часть территории Пудожского уезда вошла в Каргопольский уезд (до 1802 года).
Состав Каргопольского уезда по сведениям за 1905 год:
- Александровская волость (административный центр — дер. Александрово)
- Андреевская волость (административный центр — дер. Андреевская)
- Архангельская волость (административный центр — дер. Сорокинская)
- Богдановская волость (административный центр — дер. Федова)
- Большесторонская волость (административный центр — дер. Большая Сторона)
- Быковская волость (административный центр — дер. Семеновская)
- Воезерская волость (административный центр — дер. Смешковская)
- Волосовская волость (административный центр — дер. Афоносовская)
- Калитинская волость (административный центр — дер. Большекондратовская)
- Кенозерская волость (административный центр — дер. Ряпусова)
- Кенорецкая волость (административный центр — дер. Степановская)
- Лекшмозерская волость (административный центр — дер. Морщихинская)
- Лодыгинская волость (административный центр — дер. Кустово)
- Лядинская волость (административный центр — дер. Дудкинская)
- Мелентьевская волость (административный центр — дер. Куфтыревская)
- Надпорожская волость (административный центр — дер. Абакумова)
- Нифантовская волость (административный центр — дер. Поздышевская)
- Ошевенская волость (административный центр — дер. Погост Ошевенский)
- Павловская волость (административный центр — дер. Солухина)
- Панфиловская волость (административный центр — дер. Захаровская)
- Ряговская волость (административный центр — дер. Островецкая)
- Усачевская волость (административный центр — дер. Броневская)
- Фатьяновская волость (административный центр — дер. Кузнецовская)

В апреле 1918 года восемь северо-западных губерний — Петроградская, Новгородская, Псковская, Олонецкая, Архангельская, Вологодская, Череповецкая и Северодвинская — были объединены в Союз коммун Северной области, который, уже в 1919 году был упразднён.
В феврале 1919 года Введенская, Казанская, Пунемская, Тигинская и Хотеновская волости Кирилловского уезда Череповецкой губернии отошли к Каргопольскому уезду Вологодской губернии. 30 апреля 1919 года Каргопольский уезд был передан из Олонецкой губернии в Вологодскую губернию.
Декретом ВЦИК от 18 сентября 1922 года Олонецкая губерния была упразднена и разделена. Боярская, Бережно-Дубровская, Красновская, Почезерская, Карякинская и Захаровская волости Пудожского уезда перешли в состав Каргопольского уезда Вологодской губернии. Этим же декретом, в состав Петроградской губернии вошли Вытегорский и Лодейнопольский уезды, при этом Тихманьгская, Ухотская и Шильдская волости Вытегорского уезда были перечислены в Каргопольский уезд Вологодской губернии.

## Упразднение
14 января 1929 года Вологодская губерния и все уезды были упразднены. Территория Каргопольского уезда вошла в Няндомский округ Северного края. На территории округа были образованы районы: Вельский, Верховажский, Каргопольский, Няндомский, Плесецкий, Приозёрный, Устьянский и Шенкурский.

## Демография
«Жителей, не считая города, 77547, в том числе дворян потомственных 15, личных 60, духовного звания 543, монашествующих 125, почётных граждан 66, купцов 1, мещан 39, военных (запасных нижних чинов и отставных) 2912, разночинцев 40, крестьян 73736. Православных 76564, единоверцев 569, раскольников 306, римскокатоликов 5, лютеран 5, евреев 8. Уезд делится на 3 стана и 23 волости. Селений 845, дворов 12640. Монастыри, кроме двух подгородных — Ошевенский-Александров и Челмозерская пустынь. Православных церквей приходских 80 (из них 19 каменных) и монастырских 8; 2 единоверческих церкви; часовен 259. Училищ министерских 8, земских 45, церковно-приходских 12, школ грамоты 7; учащихся 1952 мальчиков и 471 девочек. Магазинов для склада товаров 64, лавок 140; заведений кожевенных 12, дегтекурных 102, скорняжных 3. Лошадей 16195, рогатого скота 28466, овец 24295, свиней 4. Казённых земель числится: оброчных статей 54,5 км² и лесных дач 10865,5 км². Бывшим государственным крестьянам (26053 ревизские души) отведён надел в 10383,0 км², в том числе удобной земли 6266,7 км², неудобной 2933,8 км², и лесного надела 1182,5 км². У бывших помещичьих крестьян (9 ревизских душ) выкуплено земли 0,6 км². В руках сельского духовенства 26,0 км², земель частных владельцев 4,3 км². Бюджет земства — 105914 руб. (на 1894 год), в том числе на народное образование 24975 р., на медицинскую часть 23901 руб. Уезд заселён великоруссами, потомками новгородских колонистов, но живо ещё предание о первоначальном населении этого края, давно уже исчезнувшем — о заволоцкой чуди.
Основное занятие жителей — земледелие. Каргопольский уезд считается житницей Олонецкой губернии, так как производит хлеба более, чем требуется для собственного продовольствия. Излишек хлеба сбывается главным образом в Онежский уезд Архангельской губернии; идёт также на винокурение и пивоварение. Сеют рожь, овёс, ячмень, лён, горох, коноплю, отчасти яровую пшеницу. Огородничество незначительно. Трёхпольная система земледелия преобладает везде у крестьян над переложной и подсечной; существование двух последних систем обусловливается, главным образом, недостатком удобрения, вследствие малочисленности скота. Во многих местах крестьяне приговорами запрещают устраивать подсеки в своих лесах. Средний урожай ржи и ячменя на лучших землях сам 6—7 на десятину. белку и рябчика, рыболовство, рубка и сплав брёвен для лесопильных заводов в г. Онеге, дегтекурение (каргопольский дёготь высоко ценится на рынке и употребляется при выделке лучших сортов кожи), кожевенное производство, выделка мехов, выделка глиняной и деревянной посуды, изготовление телег, колёс, корзин, предметов из овечьей и коровьей шерсти, сбор рыжиков, известных в продаже под именем каргопольских. Население занимается и отхожими промыслами — тягой судов на Мариинской системе и работой на кирпичных заводах около СПб. А. Воронов.»
Население по состоянию
- на 1842 год — 50518 жителей
- на 1873 год — 60099 жителей
- на 1897 год — 82347 жителей
- на 1905 год — 85213 жителей